# Benjamín Noval
Benjamín Noval González (født 23. januar 1979) er en spansk tidligere professionel landevejsrytter. I 2011 skiftede han til det danske World Tour-hold Saxo Bank-SunGard, efter at landsmanden og tidligere holdkammerat Alberto Contador også var kommet til holdet.